# Racisme
Racisme er et menneskesyn, som viser både fordomme og diskrimination og undertrykkelse baseret på sociale opfattelser af biologiske eller kulturelle forskelle mellem forskellige befolkningsgrupper. Man skelner ofte mellem racisme i snæver forstand, hvor menneskeheden inddeles i "racer", hvoraf nogle opfattes som bedre end andre (klassisk racisme), og racisme i en nyere og bredere betydning, der bruges om forskellige former for etnisk diskriminering, som ikke nødvendigvis bygger på en forestilling om menneskeracer, men finder sted på basis af andre kendetegn som nationalitet, udseende, hudfarve, afstamning eller etnisk oprindelse (etnisk racisme). En tredje definition inkluderer kultur og religion (kulturracisme). Racisme kan vise sig i sociale handlinger, praksis eller overbevisning, ideologi eller politiske systemer, der anser forskellige befolkningsgrupper for bedre eller ringere end andre pga. formodede fælles arvelige træk, evner eller kvaliteter. Racistiske holdninger kan føre til racediskrimination.

## Betydning
Racisme blev oprindelig brugt i sin snævre betydning som en tankegang, der deler mennesker ind i påståede racer, hvoraf nogle hævdes at være mere værdifulde end andre. Ifølge Dansk Sprognævn, der har fulgt ordets historie og anvendelse på dansk, er den tidligste anvendelse af ordet knyttet til den nazistiske racelære. Senere blev det brugt i forbindelse med forskelsbehandling mellem sorte og hvide, eksempelvis undertrykkelsen af farvede i USA og apartheid-styret i Sydafrika, og mere generelt det fænomen, at man vurderer og behandler mennesker forskelligt efter deres race. Herfra er der sket en udvikling til en nyere og bredere brug af ordet om andre former for undertrykkelse, forskelsbehandling eller blot afstandtagen fra grupper af mennesker, uden at afgrænsningen går på raceforskelle i den oprindelige betydning. Dansk Sprognævn har registreret eksempler på denne nyere sprogbrug fra 1965 og fremefter. Den oprindelige betydning af ordet betegnes i dag ofte "klassisk racisme", mens den nyere og udvidede betydning af ordet betegnes "kulturracisme".
Udviklingen i ordets betydning afspejles i de forskellige ordbogsdefinitioner i tidens løb. Den Danske Ordbog nævner begge betydninger af begrebet, når den definerer racisme som dels "diskrimination eller fjendtlig holdning over for grupper af mennesker pga. deres etniske baggrund og fremmedartede udseende, kultur m.m", dels som "forestilling om at mennesker kan inddeles i racer med bestemte fysiologiske, mentale og sociale særtræk, der gør nogle racer overlegne eller underlegne i forhold til andre." Nudansk Ordbog fra 2010 medtager også to betydninger, mens den ældre udgave fra 1986 kun nævner definitionen "Teori om, at en nations racerenhed bør bevares; tro på en bestemt races overlegenhed og medfødte evne til at herske."
I sociologi og psykologi omfatter nogle definitioner kun bevidst ondartede former for forskelsbehandling. Et synspunkt hævder, at racisme bedst forstås som "fordomme plus magt", fordi racisme ikke ville kunne manifestere sig som et omsiggribende kulturelt, institutionelt eller socialt fænomen uden støtte af politisk eller økonomisk magt.

### Højesteret om racisme
Betydningen af ordet racisme blev i 2003 vurderet af Højesteret, der skulle tage stilling til en injuriesag, som Dansk Folkepartis formand Pia Kjærsgaard havde anlagt mod Karen Sunds fra Folkebevægelsen mod EU. Sunds havde kaldt Kjærsgaards sysnpunkter om flygtninge og indvandrere for racistiske, hvorefter Kjærsgaard anlagde sag mod hende. I byretten og landsretten fik Kjærsgaard medhold, men en enig Højesteret mente med henvisning til Dansk Sprognævns redegørelse, at Sunds havde brugt ordet "i en betydning, som sigter til forskelsbehandling og undertrykkelse af eller blot afstandtagen fra grupper af mennesker, som godt kan være af samme race som en selv", og frikendte hende for injurier.

## Baggrund
Tidligere har det været almindeligt at inddele menneskeheden i forskellige racer ud fra fysiske kendetegn som hår-, hud- og øjenfarve og kropshøjde. Siden slutningen af 1900-tallet har der været enighed indenfor den antropologiske forskning om, at der ikke eksisterer distinkte menneskeracer, men at disse snarere er kulturelle opfindelser. Heller ikke i moderne biologi er der støtte til ideen om særskilte menneskeracer. Der er snarere tale om gradvise overgange mellem forskellige befolkninger, dvs. det, der betegnes som klinal variation, der kan forklares dels med tilpasning til klimaforhold o.l., dels ved tilfældig sammensætning af genetisk variation ved såkaldt genetisk drift. Forestillingen om racetilhørsforhold lever dog i en del tilfælde videre i mere hverdagsagtige forestillinger.

## Historie
Racisme i form af troen på, at der er menneskeracer, som ikke bare har forskellige fysiske, men også psykiske og moralske kendetegn, sådan at nogle racer er mere overlegne end andre, kan ligeledes genfindes i flere kulturer langt tilbage i tiden. Nogle forskere har peget på, at der i det indiske kastesystem ligger en racistisk ideologi. Racistiske antagelser vandt også nogen indpas i 1700- og 1800-tallets vestlige videnskab. Fra 1700-tallet blev slaveriet i Amerika retfærdiggjort med henvisning til de sortes racemæssige underlegenhed, og også bekæmpelsen af Amerikas oprindelige folk i USA i 1800-tallet blev foretaget med udgangspunkt i racistiske tanker. Den pseudovidenskabelige racelære, også kaldet videnskabelig racisme, fik sit udspring herfra. Den svenske naturhistoriker Carl von Linné inddelte som en af de første menneskeheden i fire underarter (amerikansk, europæisk, asiatisk og afrikansk). Den franske diplomat og forfatter Arthur de Gobineau lancerede i 1862 en mere systematisk racistisk teori. Efter hans opfattelse udgjorde racer en afgørende faktor i samfundsudviklingen, og raceblandinger var skyld i, at samfund historisk havde degenereret. Bl.a. den britisk-tyske forfatter Houston Stewart Chamberlain videreudviklede Gobineaus tanker. Chamberlains ideer blev igen en inspirationskilde for de tyske nazisters raceteorier. Før og under anden verdenskrig indførte Nazi-Tyskland en institutionaliseret racisme, hvor forskelsbehandling begrundet i raceforskelle systematisk blev indbygget i landets love og administrative praksis. Apartheid-regimet i Sydafrika 1948-94 er et andet berømt historisk eksempel på institutionaliseret racisme.
Med grundlæggelse af de Forenede Nationer efter Anden Verdenskrig tog det internationale samfund afstand fra racisme, og UNESCO udsendte en række erklæringer mod racisme forfattet af ledende videnskabsmænd. Retten til at blive beskyttet imod racediskrimination blev indføjet i FN's erklæring om menneskerettigheder (artikel 2).

## Racisme i Danmark
I Danmark forbyder Grundloven forskelsbehandling som følge af tro eller afstamning. Forskellige mere specifikke love omhandler også racisme og diskrimination. Således er trusler, forhånelse og nedværdigelse på grund af race, hudfarve, nationale eller etniske oprindelse eller tro eller sit handicap eller på grund af den pågældende gruppes seksuelle orientering, kønsidentitet, kønsudtryk eller kønskarakteristika, omfattet af Straffelovens § 266b. Paragraffen kaldes populært "racismeparagraffen", men dækker langt mere end blot racisme.
I 2018 modtog politiet 112 anmeldelser efter denne paragraf og rejste 45 sigtelser. Der blev fældet 19 domme efter paragraffen. Politiet fører også statistik over anmeldte hadforbrydelser, der også omfatter sager, der hører under andre dele af Straffeloven. I 2018 blev 449 anmeldelser registreret som hadforbrydelser. Heraf førte halvdelen til en straffesag. Politiet opdeler hadforbrydelserne i racistisk, religiøst og seksuelt motiverede. De racistisk motiverede er vokset kraftigt i 2018-19 og udgjorde i 2018 over halvdelen af alle anmeldelserne, nemlig 260. Der er ifølge avisen Berlingske bred enighed om, at der er et stort mørketal, så mange hadforbrydelser ikke bliver anmeldt. I en offerundersøgelse fra Justitsministeriets Forskningskontor svarede 8 procent af voldsofrene i perioden 2005-2018, at volden mod dem helt sikkert var motiveret af racisme, hvilket omregnet betyder, at mellem 4.000 og 5.400 mennesker mellem 16 og 74 år årligt udsættes for racistisk motiveret vold. Nogenlunde samme andel, nemlig syv procent, angav, at volden måske var motiveret af racisme.
I Udlændinge- og Integrationsministeriets medborgerskabsundersøgelse fra 2018 svarede 48 % af de ikke-vestlige indvandrere, der deltog, at de havde oplevet at blive diskrimineret inden for det seneste år. Andelen havde ligget på nogenlunde det samme niveau siden undersøgelsens første år i 2012. Andre undersøgelser har ved at sende fiktive, men enslydende ansøgninger påvist, at mænd med et mellemøstligt klingende navn har ringere mulighed for at få en lejebolig end mænd med traditionelle danske navne, og at indvandrerkvinder uden tørklæde skal sende 18 procent flere ansøgninger for at blive kaldt til samtale end etnisk danske kvinder. Ifølge racismeforskeren Mira Skadegård fra Aalborg Universitet demonstrerer sådanne studier den strukturelle racismes omfang i Danmark.